# Jeremy Wise
Jeremy Wise (Jackson, 13 marzo 1986) è un ex cestista statunitense, professionista nella NBDL e in Europa.